# منتخب البرتغال لهوكي الدحرجة
منتخب البرتغال لهوكي الدحرجة (بالبرتغالية: Seleção Portuguesa de Hóquei em Patins Masculino‏) هو ممثل البرتغال الرسمي في المنافسات الدولية في هوكي الدحرجة
.